# Father Brown, Detective
Father Brown, Detective (Brasil: O Prisioneiro de Deus ) é um filme norte-americano de 1934, do gênero mistério, dirigido por Edward Sedgwick, com roteiro de Henry Myers e C. Gardner Sullivan baseado no conto "The Wisdom of Father Brown", de G. K. Chesterton, de seu livro Father Brown Omnibus.
Essa históra teria um remake em 1954 (Father Brown), dirigido por Robert Hamer e protagonizado por Alec Guinness.

## Elenco
- Walter Connolly - padre Brown
- Paul Lukas - Flambeau
- Gertrude Michael - Evelyn Fischer
- Robert Loraine - insp. Valentine
- Halliwell Hobbes - Sir Leopold Fischer
- Una O'Connor - sra. Boggs
- E. E. Clive - Sargento

## Recepção
A revista especializada brasileira Cinearte deu ao filme a cotação "regular", dizendo que o diretor estaria "perdido no assunto".